# Ken Michael
Kenneth Comninos Michael, né le 12 avril 1938 à Perth, est un ingénieur civil, universitaire et ancien homme d'État australien. Il est gouverneur d'Australie-Occidentale de 2006 à 2011.

## Biographie
Il étudie à l’Imperial College de Londres et devient ingénieur civil. Au cours de sa carrière, il est notamment commissaire des routes principale d'Australie-Occidentale, président de l'Autorité de réaménagement d'East Perth, membre de l'Autorité de réglementation économique et chancelier de l'université d'Australie-Occidentale.
Le 6 juin 2005, il est nommé au poste de gouverneur d'Australie-Occidentale par le Premier ministre de l'État Geoff Gallop. Le 18 janvier 2006, il prête serment à Government House, à Perth, devant le président de la Cour suprême d'Australie-Occidentale et vice-gouverneur, David Malcolm. Après cinq ans en fonction, il remet sa démission le 2 mai 2011.